# Tom Austen
 (octobre 2021).
Si vous disposez d'ouvrages ou d'articles de référence ou si vous connaissez des sites web de qualité traitant du thème abordé ici, merci de compléter l'article en donnant les références utiles à sa vérifiabilité et en les liant à la section « Notes et références ».
Thomas Michael Carter, aussi connu sous le nom de Tom Austen, est un acteur britannique, né le 15 septembre 1989[réf. nécessaire] à Taunton dans le comté de Somerset en Angleterre. Il est essentiellement connu pour ses rôles dans diverses séries télévisées.

## Biographie
Tom Austen étudie à la Guildhall School of Music and Drama[Quand ?].
Après avoir enchaîné les rôles secondaires, il est choisi, en 2013, pour interpréter l'un des personnages principaux de Jo, la nouvelle série télévisée de TF1.
De 2015 à 2018, il incarne Jasper Frost, l'un des gardes du corps de la famille royale britannique dans la série The Royals.
Sa meilleure amie est l’actrice Alexandra Park, sa partenaire dans The Royals.
Il a deux frères dont un est l’acteur Freddy Carter.

## Filmographie

### Films
- 2009 : Bright Star de Jane Campion : le jeune officier militaire
- 2011 : Brighton Rock de Rowan Joffé : le réceptionniste
- 2013 : La Crypte du dragon (Legendary) de Eric Styles : Scott
- 2014 : Le Sang des Templiers 2 (Ironclad: Battle for Blood) de Jonathan English : Guy
- 2017 : Holodomor, la grande famine ukrainienne de George Mendeluk : Taras

### Courts-métrages
- 2010 : E'gad, Zombies de Matthew Butler Hart : Gallant/Zombie
- 2011 : Crossharbour de Gregory Hughes et Benjamin Potter : l'homme

### Séries télévisées
- 2007 : Satisfaction : Remi
- 2010 : Shameless : Anto (saison 7, épisode 16)
- 2011 : Doctors : Jonathan Bone (saison 13, épisode 74 : Charming)
- 2011 : Hollyoaks Later : Ed Wolfe (saison 4, épisode 5)
- 2012 : Beaver Falls (en) : Mac (6 épisodes)
- 2012 : The Borgias : Raffaello Sanzio (saison 2, 4 épisodes)
- 2012 : Misfits : Pete (saison 4, épisode 4)
- 2013 : Jo : Bayard (8 épisodes)
- 2013 : London Irish : Martin (saison 1, épisode 4)
- 2013 : Hercule Poirot : Ted Williams (saison 13, épisode 4 : Les Travaux d'Hercule)
- 2014-2016 : Grantchester : Guy Hopkins (8 épisodes)
- 2015 : Unforgotten : Josh Cross (6 épisodes)
- 2015-2018 : The Royals : Jasper Frost (40 épisodes - personnage principal)
- 2020 : Helstrom : Daimon Helstrom
- 2020 : The Bold Type : Cody (saison 4, épisodes 5 à 8)
- 2023 : Django : Elijah Turner (1 épisode)
- 2024 : Rematch : Paul Nelson

## Théâtre
- Roméo et Juliette de[Qui ?] : Roméo Montaigu
- Jules César de[Qui ?] : Maruillus
- Feston de[Qui ?] : Christian
- Le Locataire de[Qui ?] : Sloane
- Damn Yankees de[Qui ?] : Van Buren
- The Man Owen de[Qui ?] : l'autiste
- The Real Thing de[Qui ?] : Billy
- Onassis de[Qui ?] : Alexandros

## Voix françaises
| - Damien Boisseau dans : - Jo (série télévisée) - Les Travaux d'Hercule (téléfilm) - The Royals (série télévisée) - Helstrom (série télévisée) | Et aussi - Matyas Simon dans The Borgias (série télévisée) - Rémi Caillebot dans Grantchester (série télévisée) - Jean-Rémi Tichit dans Unforgotten (série télévisée) - Stéphane Pouplard dans Rematch (série télévisée) |